# 首山省念
首山省念（926-993），五代十國禪門臨濟宗大師，山東萊州人，幼年出家，俗姓狄。成年後作為苦行頭陀，能常誦《妙法蓮華經》，人稱「念法華」。後從風穴延沼大師，悟道。並受邀在汝州首山、寶安山廣教院、汝州寶應院等三處開法筵，譽滿當時，淳化四年，聚眾宣曰：「白銀世界金色身，情與非情共一真，明暗盡時俱不照，日輪午後見全身。」，言畢圓寂，壽六十八。
弟子汾陽善昭禪師。